# Lajas Merced
Lajas Merced is een plaats in het departement Tarija, Bolivia. Het is naar aantal inwoners de achtste grootste plaats van de gemeente Villa San Lorenzo, gelegen in de Eustaquio Méndez provincie.

## Bevolking
| Jaar | Populatie |
| ---- | --------- |
| 1992 | 361       |
| 2001 | 565       |
| 2012 | 580       |